# Mona aranya llanosa
Les mones aranya llanoses (Brachyteles) són un gènere de micos. Són parents propers de les mones aranya i les mones llanoses. N'hi ha dues espècies: la mona aranya llanosa meridional (B. arachnoides) i la mona aranya llanosa septentrional (B. hypoxanthus). Són les dues espècies més grosses de micos del Nou Món. B. hypoxanthus és l'espècie de mico més amenaçada del món. Només viuen als boscos de la costa atlàntica del sud-est del Brasil, a una altitud d'entre 0 i 1.500 msnm.